# Passengers - Mistero ad alta quota
Passengers - Mistero ad alta quota (Passengers) è un film del 2008 diretto da Rodrigo García.
Il film rientra nel genere dei thriller psicologici e ha come protagonisti Anne Hathaway e Patrick Wilson.

## Trama
Claire Summers è una giovane psicologa a cui viene affidato il delicato compito di sostenere psicologicamente i dieci superstiti di un disastro aereo. Con l'aiuto del suo mentore, Claire interrogherà i superstiti per aiutare le autorità a far luce sulle reali cause dell'incidente.
Le versioni dei superstiti non sono concordi: solo alcuni sostengono che a provocare l'incidente sia stata un'esplosione, ma la compagnia aerea nega questa ipotesi e propende per far ricadere la colpa sul pilota.
Durante i colloqui, Claire rimane affascinata da Eric, il più misterioso dei suoi pazienti, con il quale inizia una relazione sentimentale e passionale. Il quadro generale si complica quando i superstiti cominciano misteriosamente a scomparire. Claire si convince che la compagnia aerea, volendo nascondere una realtà scomoda, stia zittendo come può i possibili testimoni e cerchi di ostacolare il suo stesso lavoro che, da psicologa, rischia sempre più di sconfinare in quello di detective. Eric, che sembra sempre dire meno di quanto sappia, a un certo punto dà segni di squilibrio. Claire cerca di curarlo e proteggerlo, ma viene respinta.
Quando per l'ennesima volta cerca invano di mettersi in contatto con la sorella, spinta ad appianare vecchie tensioni dietro consiglio di Eric, Claire incontra Arkin, il pilota della compagnia aerea verso il quale aveva riversato accuse e sospetti. Questo le dice che non c'è più niente su cui indagare, che sono tutti morti e, scomparendo anche lui, le lascia leggere la lista dei passeggeri dell'aereo schiantato, gettandola nell'incredulità e nella disperazione.
Così, nel flashback finale, la verità che ora Eric può spiegare alla ragazza, si svela anche agli spettatori: Claire era in quell'aereo, proprio accanto a lui, e nello schianto nessuno si era salvato. Tutto quello che è seguito è stato l'incontro con altre anime che "ritornavano" per guidarne e aiutarne altre ad elaborare il trapasso definitivo, quello dello spirito, che ora anche lei è pronta a compiere.

## Produzione
Il film è stato girato a Vancouver tra il febbraio e il marzo del 2007.

## Distribuzione
È stato distribuito nelle sale italiane a partire dal 5 dicembre 2008.